# Montivipera
Montivipera es un género de serpientes venenosas de la familia Viperidae. Sus especies se distribuyen por el paleártico desde Grecia hasta Oriente Próximo.

## Especies
Se reconocen las 8 especies siguientes:
- Montivipera albizona (Nilson, Andren & Flärdh, 1990)
- Montivipera bornmuelleri (Werner, 1898)
- Montivipera bulgardaghica (Nilson & Andren, 1985)
- Montivipera kuhrangica Rajabizadeh, Nilson & Kami, 2011
- Montivipera latifii (Mertens, Darewsky & Klemmer, 1967)
- Montivipera raddei (Boettger, 1890)
- Montivipera wagneri (Nilson & Andrén, 1984)
- Montivipera xanthina (Gray, 1849)